# Pascal Dion
Pascal Dion (* 8. August 1994 in Montreal) ist ein kanadischer Shorttracker.

## Werdegang
Dion trat international erstmals im Februar 2015 bei der Winter-Universiade in Granada in Erscheinung. Dort wurde er Vierter über 1500 m. Im Dezember 2015 lief in Nagano seine ersten Weltcuprennen und belegte dabei über 500 m die Plätze 13 und sieben. Mit der Staffel kam er dort auf den dritten Platz. In der Saison 2016/17 erreichte er im Weltcupeinzel sieben Top-Zehn-Platzierungen, darunter Platz zwei über 1000 m in Gangneung. Zudem errang er in Gangneung den zweiten Platz mit der Staffel. Bei den Weltmeisterschaften 2017 in Rotterdam wurde er Fünfter mit der Staffel. In der folgenden Saison holte er mit der Staffel in Budapest und in Dordrecht seine ersten Weltcupsiege und errang in Shanghai den dritten Platz mit der Staffel. Beim Saisonhöhepunkt, den Olympischen Winterspielen 2018 in Pyeongchang, gewann er die Bronzemedaille mit der Staffel über 5000 m und belegte im Lauf über 1500 m den zehnten Platz. Im März 2018 holte er bei den Weltmeisterschaften in Montreal die Silbermedaille mit der Staffel. Im Mehrkampf errang er dort den 22. Platz.
In der Saison 2018/19 siegte Dion in Dresden mit der Staffel und lief in Almaty auf den zweiten Platz mit der Staffel. In der folgenden Saison triumphierte er in Dordrecht mit der Staffel und belegte in Salt Lake City mit der Staffel und in Shanghai mit der Mixed-Staffel jeweils den dritten Platz. Bei den Vier-Kontinente-Meisterschaften 2020 in Montreal holte er die Silbermedaille mit der Staffel.

## Persönliche Bestzeiten
- 500 m      40,472 s (aufgestellt am 2. November 2018 in Calgary)
- 1000 m    1:22,356 min (aufgestellt am 12. November 2022 in Salt Lake City)
- 1500 m    2:09,185 min (aufgestellt am 13. November 2016 in Salt Lake City)
- 3000 m    4:42,214 min (aufgestellt am 10. April 2022 in Montreal)

## Weltcupsiege

### Weltcupsiege im Einzel
| Nr. | Datum            | Ort      | Disziplin |
| --- | ---------------- | -------- | --------- |
| 1.  | 30. Oktober 2022 | Montreal | 1000 m    |
| 2.  | 17. Februar 2024 | Danzig   | 1500 m    |

### Weltcupsiege im Team
| Nr. | Datum             | Ort              |
| --- | ----------------- | ---------------- |
| 1.  | 1. Oktober 2017   | Budapest 1       |
| 2.  | 8. Oktober 2017   | Dordrecht 1      |
| 3.  | 3. Februar 2019   | Dresden 1        |
| 4.  | 16. Februar 2020  | Dordrecht 2      |
| 5.  | 31. Oktober 2021  | Nagoya 2         |
| 6.  | 21. November 2021 | Debrecen 2       |
| 7.  | 6. November 2022  | Salt Lake City 3 |
| 8.  | 18. Dezember 2022 | Almaty 4         |
| 9.  | 22. Oktober 2023  | Montreal 5       |
| 10. | 10. Dezember 2023 | Peking 5         |
| 11. | 18. Februar 2024  | Danzig 6         |